# Episodi di T.J. Hooker (seconda stagione)
La seconda stagione della serie televisiva T.J. Hooker è stata trasmessa negli Stati Uniti sul canale ABC dal 25 settembre 1982 al 7 maggio 1983.
Invece in Italia viene trasmessa su Canale 5 tra il 1983 e il 1984. 
| nº | Titolo originale       | Titolo italiano           | Prima TV USA      | Prima TV Italia |
| -- | ---------------------- | ------------------------- | ----------------- | --------------- |
| 1  | Second Chance          | Il ritorno dell'assassino | 25 settembre 1982 | 1983            |
| 2  | King of the Hill       | Il re della collina       | 2 ottobre 1982    |                 |
| 3  | The Empty Gun          | La pistola scarica        | 16 ottobre 1982   |                 |
| 4  | Blind Justice          | Rapina al botteghino      | 23 ottobre 1982   |                 |
| 5  | Big Foot               | Caccia al maniaco         | 30 ottobre 1982   |                 |
| 6  | Terror at the Academy  | Terrore all'accademia     | 6 novembre 1982   |                 |
| 7  | The Survival Syndrome  | Sindrome da sopravvivenza | 13 novembre 1982  |                 |
| 8  | Deadly Ambition        | Ambizione sfrenata        | 20 novembre 1982  |                 |
| 9  | A Cry for Help         | Un grido d'aiuto          | 27 novembre 1982  |                 |
| 10 | Thieves' Highway       | Ladri della strada        | 4 dicembre 1982   |                 |
| 11 | The Connection         | Lo spacciatore            | 18 dicembre 1982  |                 |
| 12 | The Fast Lane          | La sbornia mortale        | 8 gennaio 1983    |                 |
| 13 | Too Late for Love      | Troppo tardi per amare    | 15 gennaio 1983   |                 |
| 14 | The Decoy              | L'esca umana              | 22 gennaio 1983   |                 |
| 15 | The Mumbler            | L'attaccabrighe           | 29 gennaio 1983   |                 |
| 16 | Vengeance is Mine      | La vendetta               | 5 febbraio 1983   |                 |
| 17 | Sweet Sixteen and Dead | Dolce sedicenne           | 12 febbraio 1983  |                 |
| 18 | Raw Deal               | Patti chiari              | 19 febbraio 1983  |                 |
| 19 | Requiem for a Cop      | Requiem per un poliziotto | 26 febbraio 1983  |                 |
| 20 | The Hostages           | Gli ostaggi               | 5 marzo 1983      |                 |
| 21 | Payday Pirates         | Ladri di buste paga       | 30 aprile 1983    |                 |
| 22 | Lady in Blue           | Donna in blu              | 7 maggio 1983     | 1984            |

## Il ritorno dell'assassino
- Titolo originale: Second Chance
- Diretto da: Don Weis
- Scritto da: Mark Rodgers

### Trama
Viene uccisa una ballerina; secondo la polizia l'assassino sarebbe un assassino con una serie di omicidi alle spalle, tutti commessi contro donne.

## Il re della collina
- Titolo originale: King of the Hill
- Diretto da: Charlie Picerni
- Scritto da: Stephen Downing

### Trama
Hooker e Romano sono impegnati nell'inseguimento di due rapinatori che però riescono a sfuggire alla polizia.

## La pistola scarica
- Titolo originale: The Empty Gun
- Diretto da: Cliff Bole
- Scritto da: Paul Savage

### Trama
Romano si lascia sfuggire Minetti, l'assassino di un poliziotto. I colleghi sono convinti che l'agente avrebbe dovuto usare la pistola per fermare il ragazzo.

## Rapina al botteghino
- Titolo originale: Blind Justice
- Diretto da: Don Chaffey
- Scritto da: Walter Dallenbach, Stephen Downing, Joe Viola

### Trama
Una ragazza non vedente assiste ad una rapina. Hooker si rende conto che la donna, pur non avendo visto nulla, è in grado di riconoscere i rapinatori.

## Caccia al maniaco
- Titolo originale: Big Foot
- Diretto da: Cliff Bole
- Scritto da: Dallas Barnes e JoAnne Barnes

### Trama
Hooker e Romano devono indagare sullo stupro di una studentessa. Il criminale però ha lasciato diverse tracce, che sembrano agevolare la polizia.

## Terrore all'accademia
- Titolo originale: Terror at the Academy
- Diretto da: Phil Bondelli
- Scritto da: Jack V. Fogarty e Rick Husky

### Trama
Un cecchino spara su Hooker e Romano, intervenuti per aiutare i colleghi. L'identità del tiratore sarà una sorpresa per tutti.

## Sindrome da sopravvivenza
- Titolo originale: The Survival Syndrome
- Diretto da: Charlie Picerni
- Scritto da: Dallas Barnes e JoAnne Barnes

### Trama
Un intoppo nel traffico porta, per caso, Romano ad individuare una macchina rubata. Quando l'uomo si avvicina, qualcuno apre il fuoco e lo ferisce.

## Ambizione sfrenata
- Titolo originale: Deadly Ambition
- Diretto da: Michael Preece
- Scritto da: Arthur Weingarten

### Trama
Durante la rapina a una gioielleria la guardia viene ferita, ma riesce lo stesso a dare l'allarme. Il detective Holland insiste per occuparsi del caso.

## Un grido d'aiuto
- Titolo originale: A Cry for Help
- Diretto da: Cliff Bole
- Scritto da: Jack V. Fogarty

### Trama
Un ragazzino con problemi di udito viene accusato di omicidio. Hooker, convinto della sua innocenza, cerca di scoprire il colpevole.

## Ladri della strada
- Titolo originale: Thieves' Highway
- Diretto da: Michael Preece
- Scritto da: Devorah Cutler e Roger H. Lewis

### Trama
Una gang mafiosa costringe i camionisti a pagare una tangente sui carichi che trasportano. Zack, un auto-trasportatore, rifiuta di cedere al ricatto.

## Lo spacciatore
- Titolo originale: The Connection
- Diretto da: Corey Allen
- Scritto da: Donald R. Boyle

### Trama
Per sgominare una pericolosa banda di spacciatori di droga, la squadra narcotici incarica un allievo poliziotto di prendere contatti con i trafficanti.

## La sbornia mortale
- Titolo originale: The Fast Lane
- Diretto da: Don Chaffey
- Scritto da: Jeffrey M. Hayes

### Trama
Il giovane Matt King, per aiutare economicamente la madre vedova, accetta di entrare a far parte di una gang che smercia alcolici ai minorenni.

## Troppo tardi per amare
- Titolo originale: Too Late for Love
- Diretto da: Michael Preece
- Scritto da: Jack V. Fogarty

### Trama
Hooker sospetta che Amy, la fidanzata di Romano, abbia contatti con una gang di ladri. Proprio lei gli permetterà di risolvere l'intricata vicenda.

## L'esca umana
- Titolo originale: The Decoy
- Diretto da: Leonard Nimoy
- Scritto da: Mark Rodgers

### Trama
Richard Britten, un maestro di tennis, scopre che la moglie lo tradisce. Incapace di reagire, sfoga la propria ira con una furia omicida.

## L'attaccabrighe
- Titolo originale: The Mumbler
- Diretto da: Don Chaffey
- Scritto da: Joe Viola

### Trama
Hooker e Romano esaminano la scena di una rapina a un blindato che trasportava valori: trovano una fascetta di quelle usate per i piccioni viaggiatori.

## La vendetta
- Titolo originale: Vengeance Is Mine
- Diretto da: Phil Bondelli
- Scritto da: Allison Hock

### Trama
La figlia del tenente McGuire, vittima di uno stupro, conosce il suo aggressore. Hooker cerca di inchiodare l'assalitore.

## Dolce sedicenne
- Titolo originale: Sweet Sixteen and Dead
- Diretto da: William Shatner
- Scritto da: Joe Viola

### Trama
Dopo l'assassinio di una giovane prostituta, Hooker e Romano scoprono una rete di corruzione che coinvolge funzionari della città.

## Patti chiari
- Titolo originale: Raw Deal
- Diretto da: Cliff Bole
- Scritto da: Jack V. Fogarty e Simon Muntner

### Trama
Hooker e Romano trovano uno spacciatore che è un incensurato con famiglia. Ma indagando scoprono anche giochi truccati, molti debiti e consegne obbligate di droga.

## Requiem per un poliziotto
- Titolo originale: Requiem for a Cop
- Diretto da: Don Chaffey
- Scritto da: Gerald Sanford

### Trama
Un investigatore, vecchio amico di Hooker, viene ucciso poco prima di incastrare un piromane. Hooker e Romano vogliono terminare il suo lavoro.

## Gli ostaggi
- Titolo originale: The Hostages
- Diretto da: Cliff Bole
- Scritto da: Robert Earll

### Trama
I due figli di un rapinatore bloccano l'ala dell'ospedale in cui è ricoverato il padre. Tra gli ostaggi ci sono Fran, Stacy e una bambina.

## Ladri di buste paga
- Titolo originale: Payday Pirates
- Diretto da: Sigmund Neufeld Jr.
- Scritto da: Paul B. Margolis

### Trama
Mentre Corrigan, che non apprezza le donne poliziotto, deve accettare Stacy come partner, Hooker viene a sapere che l'ex moglie è stata gravemente ferita.

## Donna in blu
- Titolo originale: Lady in Blue
- Diretto da: William Shatner
- Scritto da: Rick Husky

### Trama
Una poliziotta è ferita durante una rapina in un negozio di armi. Hooker e Romano, che si sentono in colpa, indagano con Stacy e Corrigan per trovare i colpevoli.